# Нова Села (Триль)
Нова Села (хорв. Nova Sela) — населений пункт у Хорватії, у Сплітсько-Далматинській жупанії у складі міста Триль.

## Населення
Населення за даними перепису 2011 року становило 139 осіб.
Динаміка чисельності населення поселення:

## Клімат
Середня річна температура становить 13,01 °C, середня максимальна – 27,55 °C, а середня мінімальна – -1,51 °C. Середня річна кількість опадів – 885 мм.
| Клімат поселення                              | Клімат поселення | Клімат поселення | Клімат поселення | Клімат поселення | Клімат поселення | Клімат поселення | Клімат поселення | Клімат поселення | Клімат поселення | Клімат поселення | Клімат поселення | Клімат поселення | Клімат поселення |
| Показник                                      | Січ.             | Лют.             | Бер.             | Квіт.            | Трав.            | Черв.            | Лип.             | Серп.            | Вер.             | Жовт.            | Лист.            | Груд.            |                  |
| Середній максимум, °C                         | 8,96             | 9,96             | 13,20            | 16,91            | 21,54            | 25,49            | 27,55            | 27,44            | 22,57            | 18,06            | 12,76            | 9,78             |                  |
| Середня температура, °C                       | 3,72             | 4,73             | 7,97             | 11,68            | 16,30            | 20,25            | 23,08            | 22,99            | 18,13            | 13,59            | 8,31             | 5,32             |                  |
| Середній мінімум, °C                          | −1,51            | −0,5             | 2,74             | 6,45             | 11,06            | 15,02            | 18,62            | 18,52            | 13,66            | 9,14             | 3,84             | 0,87             |                  |
| Норма опадів, мм                              | 76               | 66               | 72               | 76               | 60               | 57               | 40               | 54               | 75               | 98               | 114              | 97               |                  |
| Середньомісячна швидкість вітру, м/с          | 2.78             | 3.11             | 3.24             | 2.98             | 2.65             | 2.38             | 2.41             | 2.24             | 2.53             | 2.61             | 3.16             | 3.19             |                  |
| Середньомісячна сонячна радіація, кДж/м²·день | 5524             | 8264             | 11903            | 16233            | 20147            | 22773            | 24348            | 21451            | 16064            | 10463            | 5995             | 4691             |                  |
| --------------------------------------------- | ---------------- | ---------------- | ---------------- | ---------------- | ---------------- | ---------------- | ---------------- | ---------------- | ---------------- | ---------------- | ---------------- | ---------------- | ---------------- |
| Джерело:                                      |                  |                  |                  |                  |                  |                  |                  |                  |                  |                  |                  |                  |                  |